# Yên Thành, Yên Mô
Yên Thành là một xã thuộc huyện Yên Mô, tỉnh Ninh Bình, Việt Nam.

## Địa lý
Xã Yên Thành nằm cách trung tâm thành phố Ninh Bình 22 km, có vị trí địa lý:
- Phía đông giáp các xã Yên Mỹ và Yên Mạc
- Phía nam giáp các xã Yên Thái và Yên Đồng
- Phía tây giáp thành phố Tam Điệp và xã Yên Thắng
- Phía bắc giáp các xã Yên Hòa và Yên Hưng.

Xã Yên Thành có diện tích 8,87 km², dân số năm 2019 là 6.170 người, mật độ dân số đạt 696 người/km².
Đây là nơi đã khai quật được di chỉ khảo cổ học Mán Bạc nổi tiếng, là nơi phát tích những người thợ gốm Bát Tràng đầu tiên và cũng là nơi gắn với địa danh lịch sử Mô Độ - kinh đô của nhà Hậu Trần. Đây cũng là xã được công nhận Anh hùng lực lượng vũ trang nhân dân Lưu trữ ngày 15 tháng 3 năm 2016 tại Wayback Machine ở Ninh Bình.

## Văn hóa

### Di chỉ Mán Bạc
Di chỉ Mán Bạc ở thôn Bạch Liên, xã Yên Thành, huyện Yên Mô (Ninh Bình), thuộc hệ thống đứt gãy của dải núi đá vôi Tam Điệp chạy ra tới biển. Theo các nhà khảo cổ học, di chỉ Mán Bạc thuộc giai đoạn văn hóa cuối Phùng Nguyên, đầu Đồng Đậu, có niên đại gần 4.000 năm với 30 di hài người Australoid và Mongoloid được chôn chung, cho thấy trên đất Việt Nam đã có sự chung sống lâu dài giữa người Australoid và người Mongoloid.
Cư dân cổ Mán Bạc sống trên toàn bộ doi đất cao mà nhân dân thường gọi là Gò Vụng, được dải núi Mán Bạc bao quanh theo thế hình vòng cung tạo ra một nơi rất kín. ở đó, cư dân yên tâm sinh sống vì có thể tránh được thời tiết xấu. Năm 1999, các nhà khảo cổ Việt Nam đã tiến hành khai quật di chỉ Mán Bạc lần thứ nhất, và đã tìm thấy 5 mộ táng và 6 cá thể. Trong lần khai quật lần thứ hai, với diện tích 24m2, các nhà khảo cổ đào được 10 mộ với 11 cá thể. Người chết được chôn theo tư thế nằm ngửa, tay chân duỗi thẳng, mặt nghiêng về bên trái. Các nhà khảo cổ cũng thu được 39 chiếc rìu, 8 đục, 6 hạt chuỗi, 10 mảnh vòng, 2 bàn đập vải vỏ cây, 3 nồi gốm, 1 bát đồng, 3 hiện vật hình nấm còn khá nguyên vẹn... và hàng trăm kilogam vỏ nhuyễn thể. Đây cũng là di chỉ đầu tiên trong giai đoạn văn hóa Phùng Nguyên giữ được di cốt người còn khá nguyên vẹn. Đối chứng với mẫu bào thai 8 tháng tuổi ở Viện Giải phẫu, các nhà khảo cổ đã khẳng định những di cốt được tìm thấy ở một số mộ là trẻ sơ sinh (chiếm tới 50%).
Theo đánh giá của giới khảo cổ, giá trị lớn nhất của cuộc khai quật di chỉ Mán Bạc lần thứ hai là bước đầu cho thấy sự phát triển của văn hóa Đa Bút giai đoạn muộn lên cư dân Mán Bạc cổ. UBND huyện Yên Mô đang có kế hoạch xây dựng bảo tàng ngoài trời tại địa điểm khai quật di cốt người cổ Mán Bạc.
Di tích Khảo cổ Mán Bạc được các nhà khoa học trong nước và quốc tế khai quật 5 lần vào các năm 1999, 2001, 2004 - 2005, 2005 và năm 2007.

### Làng nghề gốm Bồ Bát
Gia phả các dòng họ lâu đời ở Bát Tràng như họ Lê, Vũ, Phạm, Nguyễn, Trần... đều ghi nhận rằng tổ tiên xưa của họ từ Bồ Bát di cư từ thời Vua Lý Công Uẩn rời đô từ Hoa Lư ra Thăng Long và định cư thành Bát Tràng ngày nay. Làng Bát Tràng thờ tổ nghề gốm là Hứa Vĩnh Kiều, vốn là người Bồ Bát. Hứa Vĩnh Kiều đỗ Thái học sinh được triều đình nhà Lý cử đi sứ phương Bắc, ông tiếp thu nghề gốm Trung Hoa và trở về phát triển nghề gốm Bát Tràng. Vào thời Hậu Lê khoảng cuối thế kỉ thứ 14 - đầu thế kỉ 15, xã Bồ Xuyên gồm các thôn(La, Bái, Lộc, Đoài, Đinh, Kênh) và trang Bạch Bát thuộc tổng Bạch Liên, huyện Yên Mô, phủ Trường Yên, trấn Thanh Hoa Ngoại. Ngày nay, các thôn La, Bái, Lộc, Đoài, Đinh... và làng Bạch Liên đều thuộc xã Yên Thành, huyện Yên Mô, tỉnh Ninh Bình, vùng này có loại đất sét trắng rất thích hợp với nghề làm gốm.
Theo truyền thuyết, gia phả dòng họ Phạm ở làng Bạch Liên và Bát Tràng và kết quả khảo cổ tại di chỉ Mán Bạc thuộc Bồ Bát xưa nay là làng Bạch Liên là nơi duy nhất làm nghề gốm cổ. Điều này được xác nhận qua dấu tích của những lớp đất nung và mảnh gốm ken dày đặc, và còn được táng cùng các bộ hài cốt cách đây gần 4000 nghìn năm tìm thấy ở di chỉ Mán Bạc.

### Cố đô Mô Độ
Khi quân Minh tràn sang xâm lược Đại Việt và cuộc kháng chiến do nhà Hồ lãnh đạo nhanh chóng bị thất bại, Nhà Minh liền yết bảng truy bắt con cháu họ Trần, vì lẽ đó, Trần Ngỗi buộc phải rời kinh thành Thăng Long vào vùng Trường Yên thì gặp thổ hào Mô Độ là Trần Triệu Cơ đang chiêu mộ lực lượng để chiến đấu. Ngày 2/10 năm Đinh Hợi (1407), sau khi triều đình nhà Hồ đã bị quân Minh bắt hết về Trung Quốc, để tạo ra ngọn cờ chính thống cho cuộc chiến đấu giành độc lập, tại đất Mô Độ - châu Trường Yên, lực lượng của Trần Triệu Cơ chính thức đưa Trần Ngỗi lên ngôi Hoàng Đế, đặt niên hiệu là Hưng Khánh. Sử cũ và truyền thuyết vẫn thường gọi ông là Giản Định Đế.
Các thần tích ở đền La cho biết Trần Triệu Cơ là người Mô Độ, tức Yên Thành, Yên Mô, Ninh Bình ngày nay. Có thể ông thuộc dòng dõi quý tộc nhà Trần. Trước khi gặp Trần Ngỗi, Trần Triệu Cơ đã là thổ hào đất Mô Độ và chiêu mộ được một lực lượng khá lớn.
Tháng sáu năm 1412, Trương Phụ, Mộc Thạnh đem quân đánh quân của Nguyễn Suý, Nguyễn Cảnh Dị, Đặng Dung ở kinh đô Mô Độ và khu vực Ninh Bình, Nam Định, Thanh Hóa, Nghệ An. Thế giặc quá lớn, các thành bị chiếm.

### Đền Hậu Trần
Khu di tích đền Hậu Trần gồm đền La, phủ Bối Mai, lăng mộ Giản Định Đế thờ 2 vua Hậu Trần, công thần Trần Triệu Cơ và công chúa Bối Mai trên đại bản doanh kinh đô Mô Độ xưa nay là làng Bồ Xuyên, xã Yên Thành, Yên Mô, Ninh Bình. Xã Yên Thành còn lưu giữ được khá nhiều di tích, dấu ấn về thời Hậu Trần. Ngôi đền đã được cấp bằng "Di tích lịch sử, văn hóa quốc gia". Ngôi đền ở vào địa thế có bốn ngọn núi chầu bốn bên: Phương Duệ, Cổ Rùa, Long Mã, Búi Tóc.
Thôn La còn có phủ thờ Bối Mai công chúa dưới chân núi Cái Sơn. Bà là con gái Giản Định Đế, người có công tổ chức việc khẩn hoang, khuyến khích việc nông trang, xây dựng xóm làng. Cách phủ thờ Bối Mai công chúa là khu lăng, nơi này, theo truyền thuyết là nơi an táng Giản Định Đế. Khu lăng ngày trước rộng đến 8 ha. Trước lăng có biển đề: "Hậu Trần hoàng đế lăng". Xã Yên Thành lại còn một cái giếng mang tên Giếng Dặn. Giếng này có từ thời Giản Định Đế. Theo phong tục địa phương, uống nước giếng Dặn là nhớ lấy lời tiên tổ, ra sức giữ gìn và góp phần dựng xây non sông gấm vóc.
Lễ hội đền Hậu Trần tưởng nhớ các vị anh hùng thời Hậu Trần được mở từ ngày 12 đến ngày 13 tháng ba âm lịch hàng năm. Ngày hội có rước kiệu quanh đền, sau đó lễ dâng hương, đọc văn tế. Hội có nhiều trò vui chơi như đánh đu, kéo chữ, đánh cờ và múa hát. Hội còn có tục lệ dâng "Xôi Vựng". Loại xôi này phải chọn gạo nếp thật trắng và thơm, các làng dự thi xôi và làm cỗ cúng. Gạo nếp được vo ở nước giếng đặc biệt của thôn Thượng Phường gọi là giếng Me, các thôn khác phải cử người về giếng Me của thôn Thượng Phường từ ngày hôm trước để xin nước ngâm gạo. Người dân nơi đây cho rằng nước giếng Me trong suốt, tinh khiết, nấu xôi rất dẻo và thơm.

### Hồ Yên Thắng
Hồ Yên Thắng nằm chạy dài dưới chân đồi thuộc ba xã Đông Sơn, Yên Thành và Yên Thắng với diện tích mặt nước 180 ha và 240 ha đồi cây xung quanh, tạo nên một cảnh quan thiên nhiên hài hòa, môi trường sinh thái trong lành. Hệ thống hồ Yên Thắng hiện cũng một công trình thủy lợi chống lũ, đảm bảo an toàn cho sản xuất và đời sống của nhân dân các xã Yên Thắng, Yên Thành, Yên Hòa của huyện Yên Mô. Với một hệ thống đập tràn, tưới tiêu, hệ thống giao thông thuận lợi chỉ cách thành phố Ninh Bình 15 Km, hồ Yên Thắng hứa hẹn là một điểm du lịch sinh thái, nghỉ dưỡng cuối tuần cho du khách trong và ngoài nước.

## Danh nhân
Vùng đất Yên Thành xưa là quê hương của nhiều danh nhân tiêu biểu như Hứa Vĩnh Kiều, ông tổ của làng nghề gốm Bát Tràng hay Trần Triệu Cơ, người có công sáng lập nhà Hậu Trần hay Hiến phó sứ Nguyễn Đình Chí là một trong bảy danh nhân "Trường Yên thất hào".
Đại Nam nhất thống chí có nói đến "Trường Yên thất hào", bảy người Ninh Bình nổi danh đời Lê. Đó là Hiển trung đại phu Hoàng Trọng Cung người huyện Yên Khánh, Tham nghị Nguyễn Tử Dự người Giá Hộ (Hoa Lư), Thừa chính Nguyễn Đoan Tước người Phúc Am (thành phố Ninh Bình), Thị độc Ninh Thấu người Côi Trì (Yên Mỹ, Yên Mô), Hiến phó sứ Nguyễn Đình Chí, người Bồ Xuyên (Yên Thành, Yên Mô), Thiêm sự Trịnh Xuân người Yên Liêu (Khánh Thịnh, Yên Mô) và Tham chính Phạm Kiêm Huyền người Thiên Trì (Yên Mạc, Yên Mô).
Hiện nay, GS, TS Vũ Hoan hiện là Chủ tịch Liên hiệp Các hội khoa học và kỹ thuật Hà Nội, Chủ tịch Ủy ban MTTQ phường Quang Trung cũng là người xã Yên Thành. Với những đóng góp đáng kể cho công tác nghiên cứu, ứng dụng khoa học kỹ thuật vào thực tiễn trong gần 60 năm gắn bó với Thủ đô Hà Nội, GS, TS Vũ Hoan là một trong mười cá nhân được TP Hà Nội phong tặng danh hiệu cao quý Công dân ưu tú Thủ đô năm 2015.